# Янов, Юрий Николаевич

Могила Янова на Екатерининском кладбище Вязьмы.

Ю́рий Никола́евич Я́нов (1931—1966) — военный штурман 1-го класса, в составе экипажа самолёта Як-28 ценой своей жизни спасший мирных жителей Западного Берлина от падающего самолёта, посмертно удостоенный за свой подвиг Ордена Красного Знамени.

## Биография
Родился в 1931 году в Вязьме Смоленской области в семье железнодорожника. В 1950 году окончил среднюю школу № 1 г. Вязьмы и добровольно пошёл в армию. В 1953 году закончил Рязанское военное автомобильное училище, в 1954 году — Челябинское военное авиационное училище штурманов. Член КПСС с 1962 года.

## Подвиг
Проходил службу в должности штурмана в 668-м бомбардировочном авиационном полку 132-й бомбардировочной авиационной дивизии 24-й воздушной армии Группы советских войск в Германии, который дислоцировался на аэродроме Фи́нов.
6 апреля 1966 года лётчик Б. В. Капустин и штурман Ю. Н. Янов совершали полёт на Як-28, когда на высоте 4000 метров в результате помпажа неожиданно отказали оба двигателя, и самолёт стал терять высоту. Стремясь не допустить падения неуправляемого самолёта на жилые кварталы Западного Берлина, Капустин принял решение сам не катапультироваться, и приказал Янову покинуть машину; однако тот, понимая, что необходимый для катапультирования сброс общего для пилота и штурмана фонаря кабины ухудшит аэродинамику самолёта и затруднит работу Капустину, отказался выполнить приказ. Капустину удалось вывести машину в безлюдное место — самолёт упал в озеро Штёссензее.
Указом Президиума Верховного Совета СССР от 10 мая 1966 года Капустин и Янов награждены орденами Красного Знамени посмертно.
Дома у Янова остались жена, дочь Ирина (8 лет) и сын Игорь (2 года).

## Память

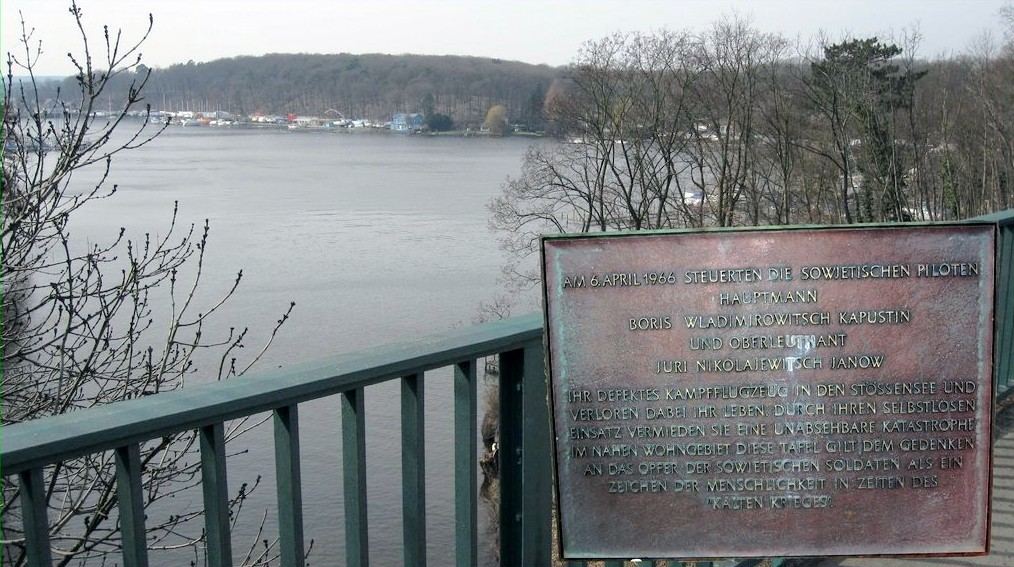
Мемориальная доска у озера Штёссензее

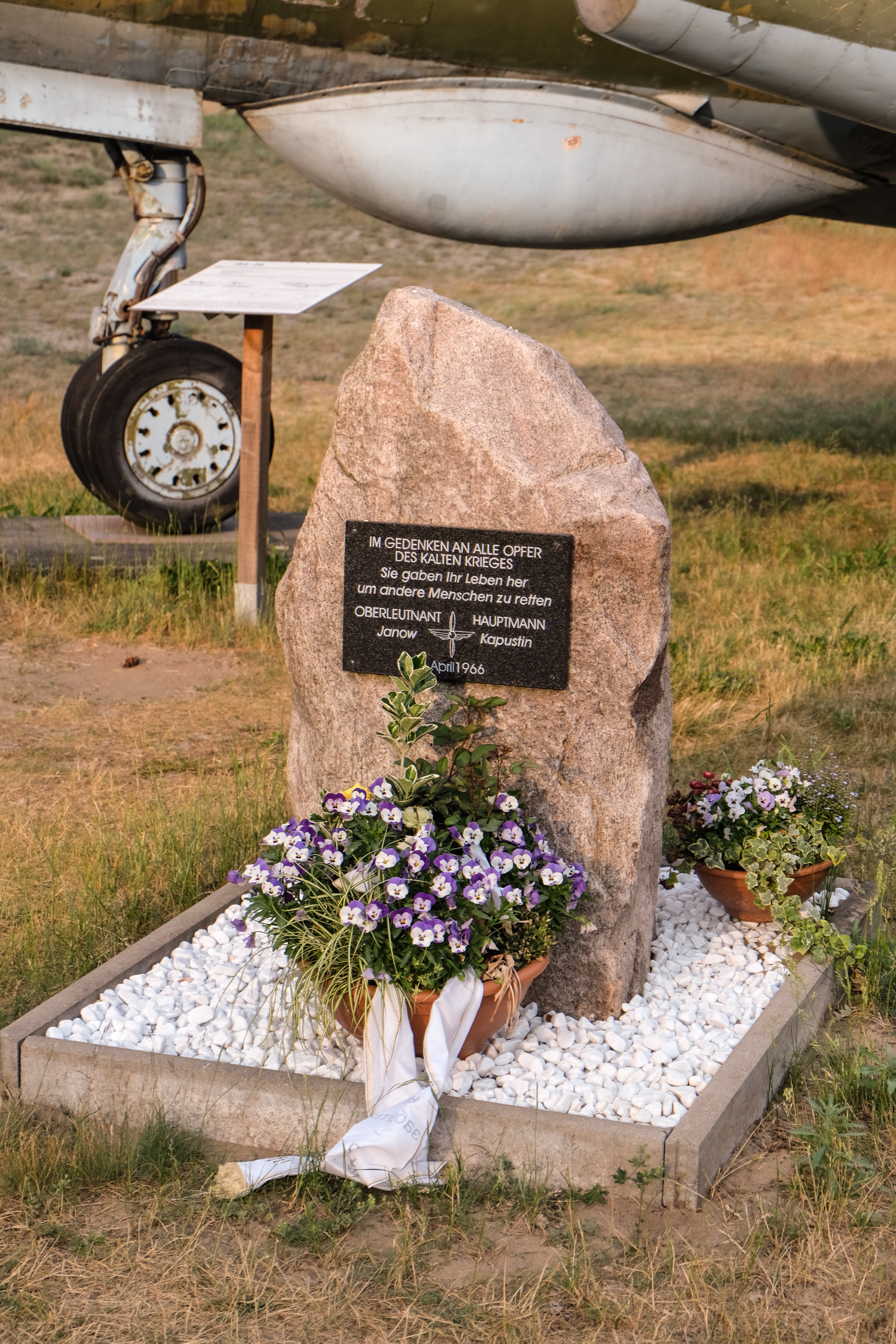
Памятник подвигу Янова и Капустина в Музей авиации Финовфурт

Памятник Капустину и Янову на улице Капустина в Ростове-на-Дону.

- О подвиге написана песня «Огромное небо» (музыка О. Фельцмана, слова Р. Рождественского) и создан одноимённый мультфильм.
- На месте гибели установлена памятная доска.
- В музее на аэродроме Финов, где летал Янов, установлен мемориал, посвящённый его подвигу[5]
- Мемориальная доска на аэродроме Финов в 2009 году была перенесена на воинское захоронение в Вестенде[6].
- 21 ноября 2022 года на улице Капустина в городе Ростове-на-Дону установлен памятник Капустину и Янову.[7]